# Xian Y-7

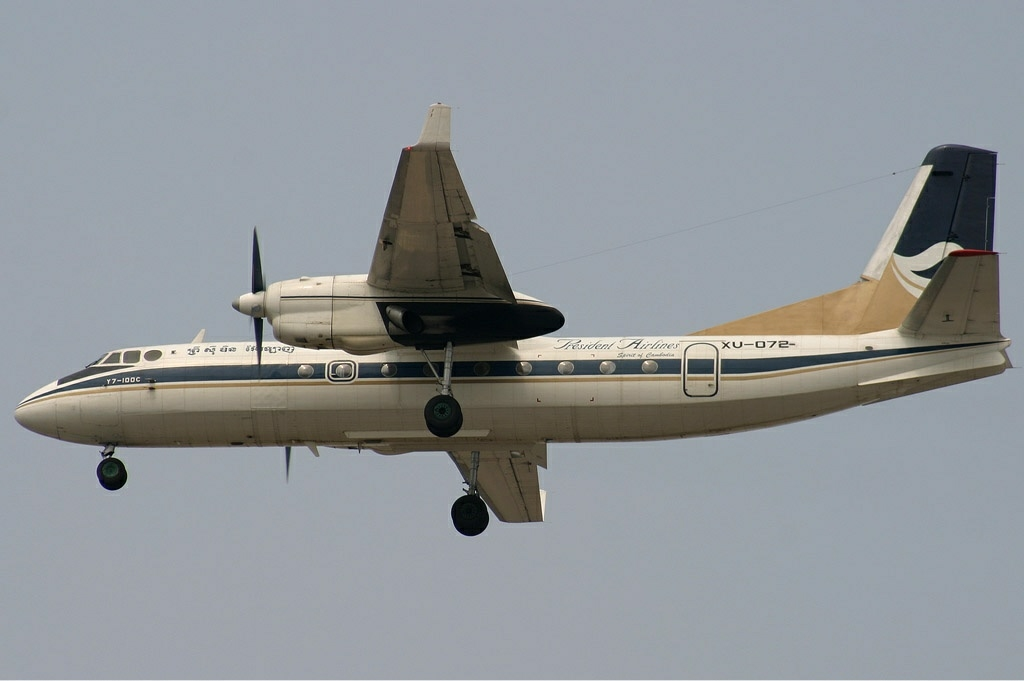
President Airlines Y-7-100C, 2005

Xian Y-7 är ett licensproducerat flygplan av Xian aircraft i Xi'an-provinsen i Kina, som fortfarande tillverkas. Ursprungsplanet är det ukrainska flygplanet Antonov An-24. Den skiljer sig från ursprungsmodellen bland annat genom att den har winglets samt en något förändrad passagerarkabin och förarkabin. Den utvecklades i ett samarbete mellan Xian aircraft och Hongkong-företaget HAECO i Hongkong under 1980-talet.